# Кубок Еміра Кувейту з футболу 2018—2019
Кубок Еміра Кувейту з футболу 2018—2019 — 57-й розіграш кубкового футбольного турніру у Кувейті. Титул володаря кубка вчетверте поспіль здобув Аль-Кувейт.

## Календар
| Раунд        | Дата               | Матчі | Клуби  |
| ------------ | ------------------ | ----- | ------ |
| Перший раунд | 28-29 березня 2019 | 7     | 15 → 8 |
| 1/4 фіналу   | 5-6 квітня 2019    | 4     | 8 → 4  |
| 1/2 фіналу   | 10-11 квітня 2019  | 2     | 4 → 2  |
| Фінал        | 23 квітня 2019     | 1     | 2 → 1  |

## Перший раунд
| Команда 1       | Рахунок | Команда 2       |
| --------------- | ------- | --------------- |
| 28 березня 2019 |         |                 |
| Хайтан          | 5:0     | Аль-Ярмук       |
| Ат-Тадамун      | 2:5     | Аль-Арабі       |
| Аль-Кадісія     | 1:0 дч  | Ан-Наср         |
| Казма           | 1:0     | Аль-Сулайбікхат |
| 29 березня 2019 |         |                 |
| Бурган          | 2:1     | Аль-Фахахіль    |
| Аль-Сахель      | 1:4 дч  | Ас-Сальмія      |
| Аль-Джахра      | 2:3 дч  | Аль-Шабаб       |

## 1/4 фіналу
| Команда 1     | Рахунок      | Команда 2   |
| ------------- | ------------ | ----------- |
| 5 квітня 2019 |              |             |
| Хайтан        | 3:2          | Аль-Арабі   |
| Казма         | 1:1 пен. 4:5 | Аль-Кадісія |
| 6 квітня 2019 |              |             |
| Ас-Сальмія    | 1:1 пен. 2:3 | Аль-Кувейт  |
| Аль-Шабаб     | 1:3 дч       | Бурган      |

## 1/2 фіналу
| Команда 1      | Рахунок | Команда 2 |
| -------------- | ------- | --------- |
| 10 квітня 2019 |         |           |
| Аль-Кадісія    | 2:0     | Хайтан    |
| 11 квітня 2019 |         |           |
| Аль-Кувейт     | 5:0     | Бурган    |

## Фінал
| Команда 1      | Рахунок | Команда 2  |
| -------------- | ------- | ---------- |
| 23 квітня 2019 |         |            |
| Аль-Кадісія    | 0:2     | Аль-Кувейт |